# Marneuli
Marneuli (in georgiano მარნეული?) è una città della Georgia, centro amministrativo dell'omonima municipalità, facente parte della regione di Kvemo Kartli. Sita al confine con l'Azerbaigian e l'Armenia, la città è bagnata dal fiume Algeti. Dista 30 km dalla capitale Tbilisi. La popolazione è composta in prevalenza da persone appartenenti ai gruppi etnici degli azeri e dei karapaki.

## Storia
Prima del 1947 la città era conosciuta con il nome di Borchali, termine di origine azera usato anche per indicare una regione storica che includeva le attuali municipalità di Marneuli, Gardabani e Bolnisi. Tra il 1947 ed il 1952 assunse la denominazione di Sarvan. Nel 1964 ottenne ufficialmente lo status di città. Attualmente è sede di una base dell'aeronautica militare georgiana. Tale base fu bombardata l'8 agosto 2008, durante lo svolgimento della seconda guerra in Ossezia del Sud, causando 4 morti e 5 feriti. Secondo il censimento realizzato nel 2006 l'83,1% della popolazione cittadina è composta da azeri.

## Cultura
La religione maggiormente praticata a Marneuli è l'Islam sciita. In città è presente un ramo dell'Università statale di Tbilisi ed un'università intitolata all'ex presidente azero Heydər Əliyev, fondata nel 2008. Nei dintorni della città si trova il complesso monastico medievale di Tserakvi.

## Economia
Marneuli ospita aziende del settore alimentare (conserve e prodotti lattiero-caseari) e del calcestruzzo.